# Ugandische Badmintonmeisterschaft
Ugandische Badmintonmeisterschaften werden seit 1964 ausgetragen. Internationale Titelkämpfe gibt es dagegen schon seit den 1950er Jahren, Mannschaftsmeisterschaften seit 1965.

## Die Sieger
| Saison    | Herreneinzel         | Dameneinzel   | Herrendoppel                  | Damendoppel             | Mixed                  |
| --------- | -------------------- | ------------- | ----------------------------- | ----------------------- | ---------------------- |
| 1964      | Chandrakant D. Patel | Rena Dias     | Nalin Devani F. G. Dalal      | L. Sadrudin G. Motani   | nicht ausgetragen      |
| 1965      | D. D. Patel          | V. Chatrath   | D. D. Patel Harilal R. Sejpal | B. D'Lima L. Godinho    | Nalin Devani B. D'Lima |
| 1966      | Moti Patel           | Rena Dias     | Nalin Devani F. G. Dalal      | Rena Dias H. Skinner    | H. Dias B. D'Lima      |
| 1967      | Chandrakant D. Patel | Rena Dias     | D. D. Patel Harilal R. Sejpal | B. D'Lima Norma D’Souza | Moti Bali Rena Dias    |
| 1968      | D. D. Patel          | Norma D’Souza | D. D. Patel P. Bhimani        | B. D'Lima Norma D’Souza | F. G. Dalal Rena Dias  |
| 1969      | Moti Bali            | Norma D’Souza | Nalin Devani F. G. Dalal      | B. D'Lima Norma D’Souza | Moti Bali Rena Dias    |
| 1970      | Moti Bali            | Rena Dias     | Nalin Devani Moti Bali        | S. Dias L. Sequeira     | Anvar Virani Rena Dias |
| 1971 2024 | keine Daten          | keine Daten   | keine Daten                   | keine Daten             | keine Daten            |